# Àngel Messeguer i Peypoch
Àngel Messeguer i Peypoch (Ciutat de Mèxic, Mèxic, 20 de setembre del 1946) és un químic, professor, investigador i empresari català. És membre numerari de l'Institut d'Estudis Catalans de 2011 ençà, i n'és el secretari general de 2021 ençà, sota la presidència de Teresa Cabré.
Anteriorment, havia estat president de la Societat Catalana de Química (2002-2008), director de l'Institut de Química Avançada de Catalunya (2005-2008) i assessor del TERMCAT en matèria de química orgànica.
Messeguer nasqué a Ciutat de Mèxic el 1946, fill de catalans exiliats. El seu pare era Àngel Messeguer i Villoro, natural de Massalió (Matarranya) i afiliat a Esquerra Republicana de Catalunya; i la seva mare era Joaquima Peypoch i Mani, filla del secretari d'Acció Catalana i gerent de La Publicitat Ramon Peypoch i Pich.
Messeguer va fer els estudis primaris i secundaris a Mèxic, període de què recorda l'amistat que unia la seva família amb les de Pere Calders, de Nicolau d'Olwer i de Bosch i Gimpera, entre d'altres.
El 1964, Messeguer, juntament amb la seva família, retorna a Catalunya, i, cinc anys després, obté la llicenciatura en Ciències Químiques per la Universitat de Barcelona.